# Robin Emig
Robin Emig (6 de junio de 2001) es un deportista de Francia que compite en atletismo. Ganó una medalla de bronce en el Campeonato Europeo de Atletismo Sub-20 de 2019, en la prueba de salto con pértiga.